# Dzintars Rasnačs
Dzintars Rasnačs (nascut el 17 de juliol de 1963) és un polític letó. És membre del partit Aliança Nacional i diputat de l'11è Saeima (Parlament de Letònia). Va començar el seu actual mandat al parlament el 17 d'octubre de 2011. Es va graduar a la Universitat de Letònia.
Des del 5 de novembre de 2014 és l'actual Ministre de Justícia de Letònia, dins el segon Gabinet Straujuma.